# Шевченко (Славутский район)
Шевченко (укр. Шевченка) — село в Славутском районе Хмельницкой области Украины.
Население по переписи 2024 года составляло 105 человек. Почтовый индекс — 30018. Телефонный код — 3842. Занимает площадь 0,79 км². Код КОАТУУ — 6823985304.

## Местный совет
30018, Хмельницкая обл., Славутский р-н, с. Миньковцы